# Euphorbia bilobata
Euphorbia bilobata là một loài thực vật có hoa trong họ Đại kích. Loài này được Engelm. mô tả khoa học đầu tiên năm 1858.